# Olga Casares Pearson
Pour les articles homonymes, voir Casares (homonymie).
Olga Casares Pearson (1896-1980) est une actrice argentine des années 1940 et 1950, une époque considérée comme l'âge d'or du cinéma argentin. Elle apparaît pour la première fois au cinéma en 1929, mais ce n'est que dix ans plus tard que sa carrière prend son envol.
On la voit dans plus de 20 films tels Adán y la serpiente en 1946, et aux côtés d'acteurs tels que Olga Zubarry et Alberto de Mendoza.

## Filmographie sélective
- 1944 : Siete mujeres
- 1944 : Nuestra Natacha
- 1939 : La intrusa